# Periscyphis libycus
Periscyphis libycus là một loài chân đều trong họ Eubelidae. Loài này được Arcangeli miêu tả khoa học năm 1934.